# Carrier Air Wing One
Carrier Air Wing 1 (CVW-1) ist ein Flugzeug-Geschwader der United States Navy.

## Geschichte
CVW-1 wurde am 1. Juli 1938 gegründet. CVW-1 war auf mehr als 20 Flugzeugträgern stationiert und hat über 42 Stationierungsfahrten durchgeführt.

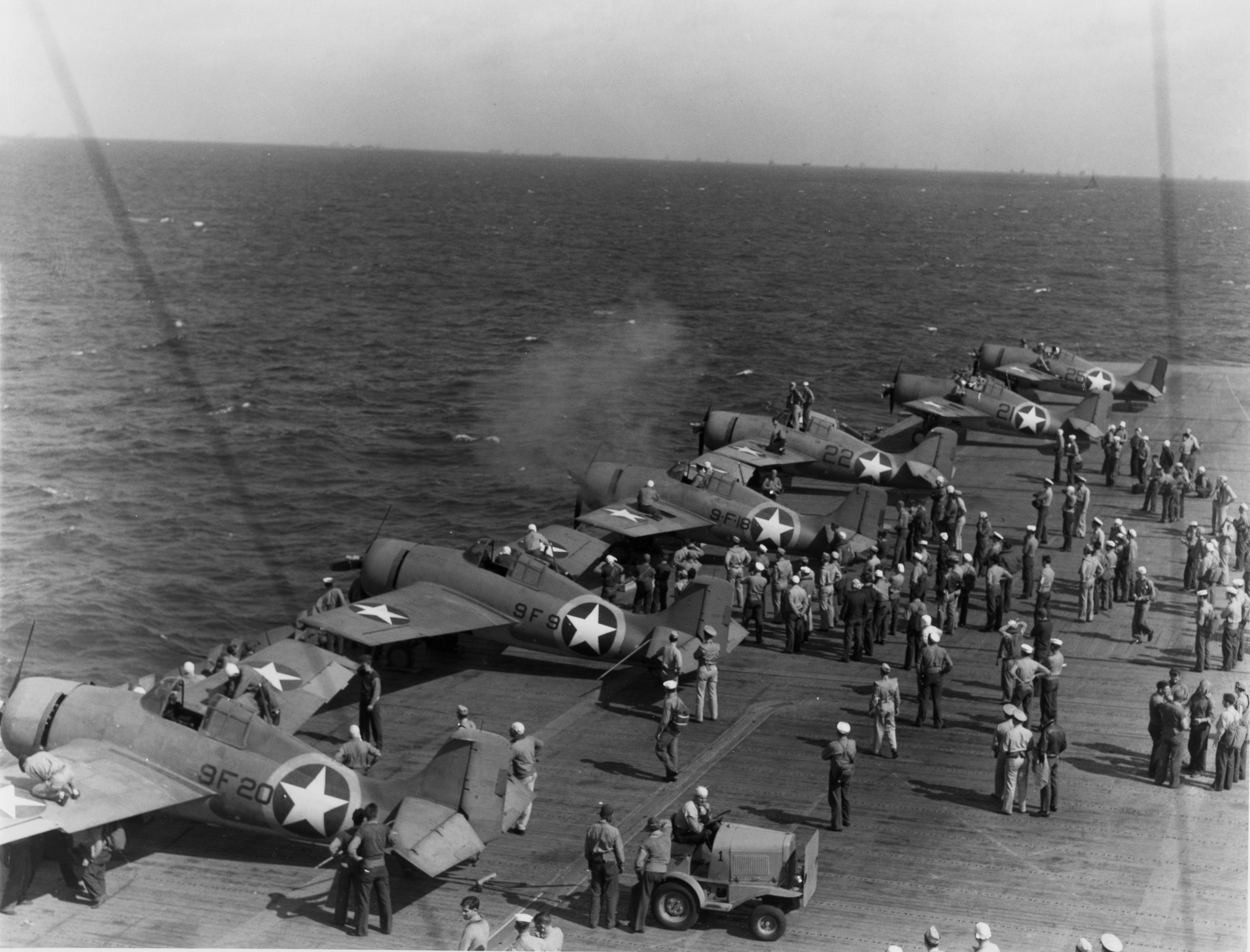
F4F Wildcat an Bord der USS Ranger vor der Invasion Nordafrikas

Ursprünglich war CVW-1 die Ranger Air Group (Ranger Geschwader) und war während der ersten Jahre auf dem Flugzeugträger Ranger stationiert.
Die Trägergeschwader wurden damals als Carrier Air Group (CAG) bezeichnet. 1943 bis 1946 wurde CAG-1 in CAG-4 umbenannt. Es nahm an der Nordafrika-Kampagne teil und wurde sowohl im Atlantik als auch im Pazifik eingesetzt. 1944/45 flog das Geschwader von den Trägern Essex und Bunker Hill aus auch Angriffe gegen Japan.
Zwischen 1946 und 1957 war das CVG-1 auf neun verschiedenen Flugzeugträgern stationiert, angefangen von Tarawa über Oriskany, Coral Sea, Wasp, Franklin D. Roosevelt und Midway, bis hin zum ersten Superträger Forrestal, u. a. während der Suezkrise (1956–1957). 1963 wurde die Carrier Air Group 1 in das Carrier Air Wing 1 umbenannt.

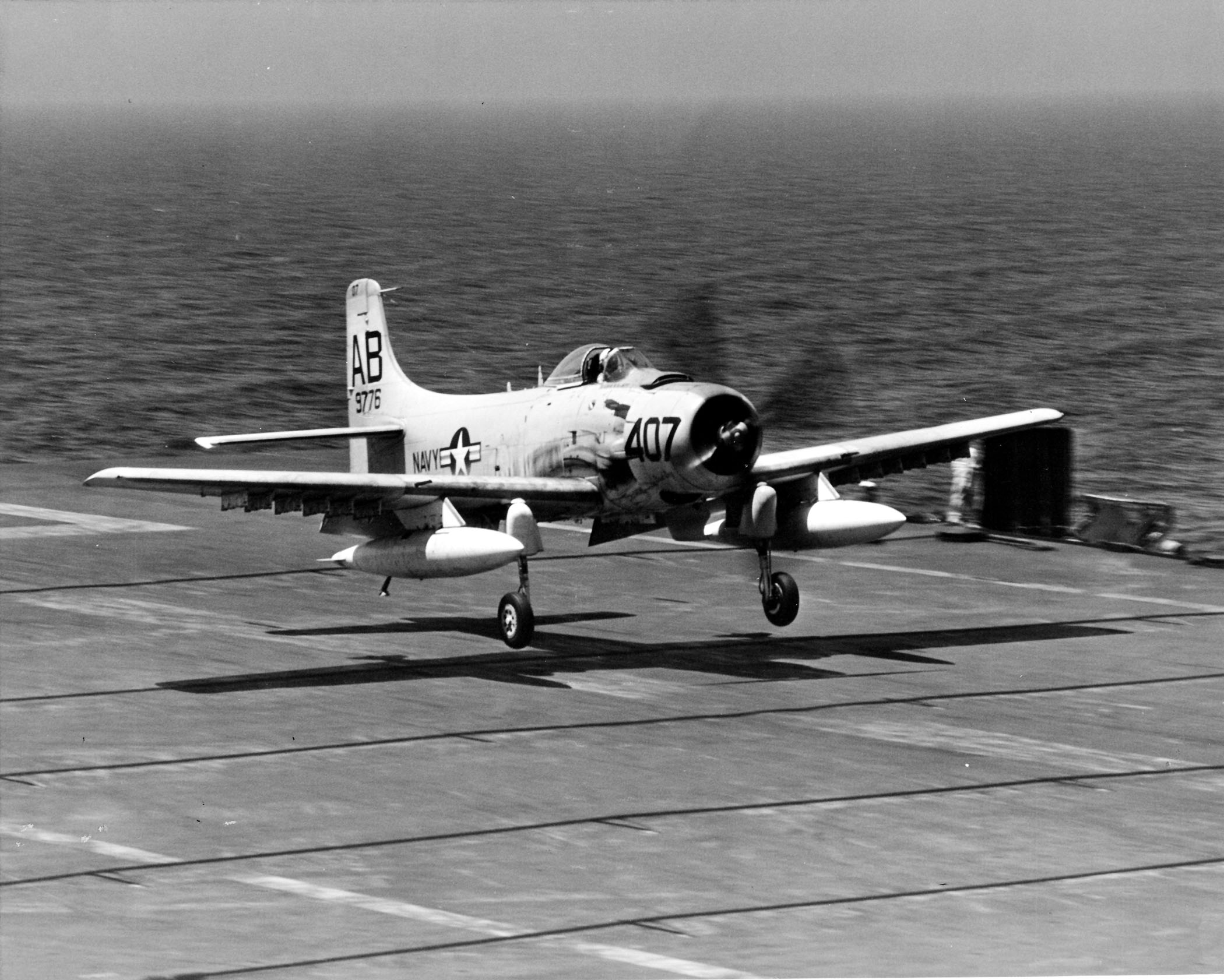
Eine AD-6 Skyraider des CVG-1, Staffel VA-15, landet 1957 auf der Forrestal

Von 1959 bis 1969 war CVW-1 auf der Franklin D. Roosevelt stationiert. Zwischen Juni 1966 und Februar 1967 flog das Geschwader von diesem Träger aus Angriffe gegen Nordvietnam. Lediglich 1962 war das Geschwader für einige Monate auf der Enterprise eingesetzt. 1969 wechselte CVW-1 auf die John F. Kennedy. Mitte 1982 wurde CVW-1 der America zugewiesen. Diese Zuweisung hielt bis zur Außerdienststellung der America im Jahr 1996. Im April 1986 war die America mit CVW-1 an der Operation El Dorado Canyon gegen Libyen beteiligt.
Weiterhin war es der einzige Verband, der bei den Operationen Desert Shield und Desert Storm sowohl vom Roten Meer als auch vom Persischen Golf aus operierte. Im August 1996 wurde das Trägergeschwader 1 auf die George Washington verlegt. 1998 erfolgte wieder ein Wechsel, diesmal zur Harry S. Truman. 1999 kehrte CVW-1 nach 24 Jahren wieder auf die John F. Kennedy zurück und wurde im Mittelmeer und im Persischen Golf eingesetzt. 2001/02 machte das Geschwader dann eine Einsatzfahrt in die gleichen Gewässer mit der Theodore Roosevelt. Von 2003 bis Ende 2012 war Carrier Air Wing 1 auf dem ältesten nuklear getriebenen Träger der U.S. Navy stationiert, der Enterprise.

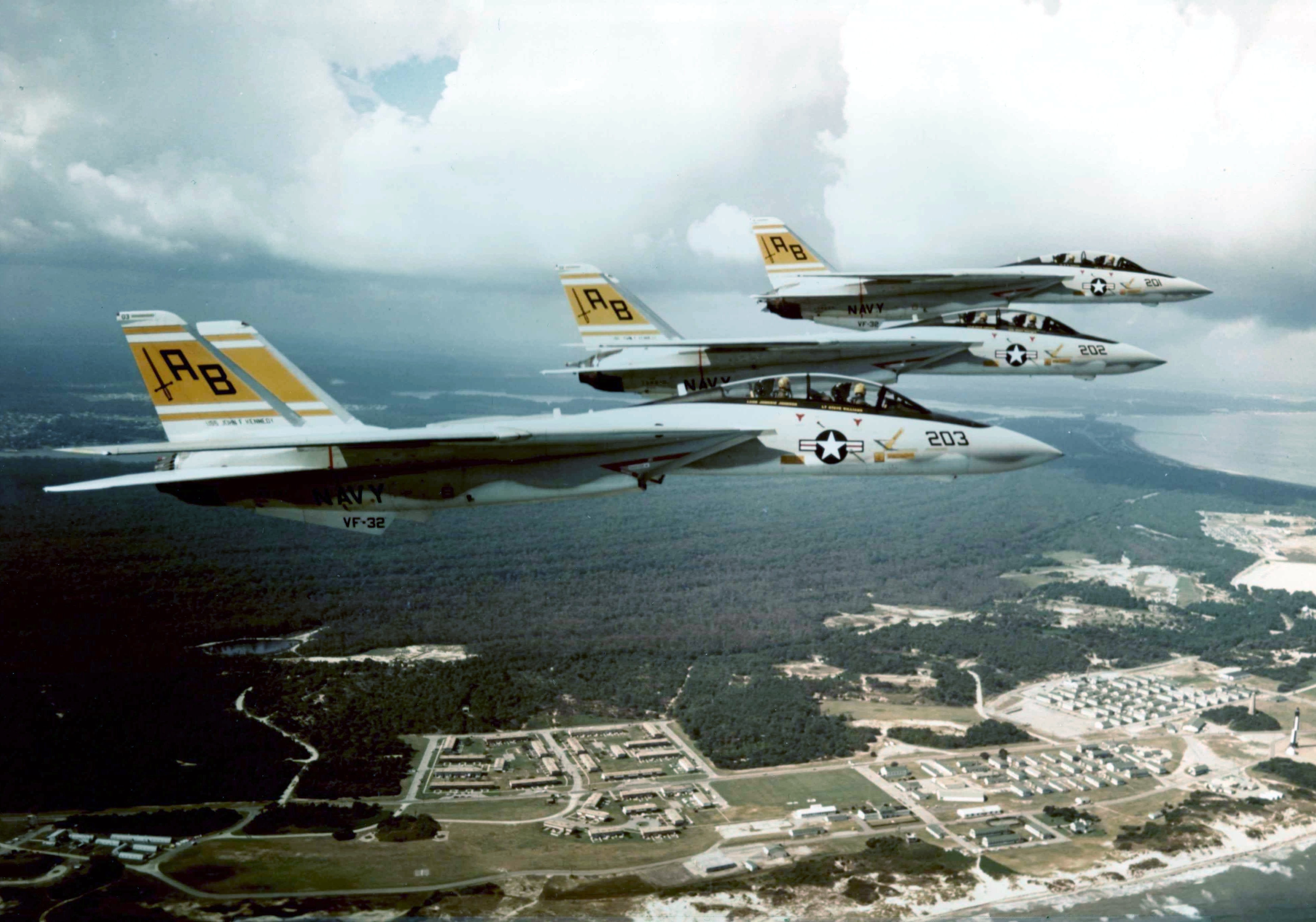
F-14A Tomcat der Jagdstaffel VF-32 Swordsmen 1974

Von März bis November 2015 war der Verband wieder der Theodore Roosevelt zugeteilt. Seit April 2018 ist CVW-1 auf der Harry S. Truman stationiert.
Seit 1945 gibt es bei der U.S. Navy ein festes System zur Identifizierung von Geschwadern oder Staffeln (Visual Identification System for Naval Aircraft). Anfänglich bestand dies aus geometrischen Mustern auf dem Heckleitwerk. Da diese jedoch schwer zu merken oder zu beschreiben waren, wurden schon im Juni 1945 Buchstaben eingeführt, um die Geschwader zu unterscheiden. CVG-1 wurde der Buchstabe „T“ zugewiesen. 1957 wurden die einzelnen Buchstaben durch doppelte ersetzt. Im Allgemeinen haben die Geschwader der Atlantikflotte als ersten Buchstaben ein „A“, die der Pazifikflotte ein „N“. Das Carrier Air Wing 1 erkennt man an der Leitwerkskennung (Tail Code) „AB“. Die einzelnen Staffeln des Geschwaders werden in 100ter-Schritten durchnummeriert. Jede Staffel besitzt ein sogenanntes CAG Bird, das offiziell dem Geschwaderkommandeur (Commander, Air Group (CAG)) zugeordnet ist, jedoch in der Regel nicht von diesem geflogen wird. Die CAG Birds eines Carrier Air Wings erkennt man an den auf  „00“ endenden taktischen Nummern, die auch als „Modex“ bezeichnet werden.

## Zusammensetzung
Dem Carrier Air Wing One (CVW-1) gehörten im Mai 2024 folgende Staffeln an:
| Modex            | Staffel       | Flugzeugtyp                 | Spitzname      | Funkrufzeichen |
| ---------------- | ------------- | --------------------------- | -------------- | -------------- |
| ab AB-100        | VFA-11        | Boeing F/A-18F Super Hornet | Red Rippers    | Ripper         |
| ab AB-200        | VFA-143       | Boeing F/A-18E Super Hornet | Pukin' Dogs    |                |
| ab AB-300        | VFA-81        | Boeing F/A-18E Super Hornet | Sunliners      |                |
| ab AB-400        | VFA-136       | Boeing F/A-18E Super Hornet | Knighthawks    |                |
| ab AB-500        | VAQ-144       | Boeing EA-18G Growler       | Main Battery   |                |
| ab AB-600        | VAW-126       | Grumman E-2D Hawkeye        | Seahawks       |                |
| ab AB-610        | HSC-11        | Sikorsky MH-60S Seahawk     | Dragon Slayers |                |
| ab AB-700        | HSM-72        | Sikorsky MH-60R Seahawk     | Proud Warriors |                |
| xx (2 Flugzeuge) | VRC-40 Det. 1 | Grumman C-2A Greyhound      | Rawhides       | Rawhide        |

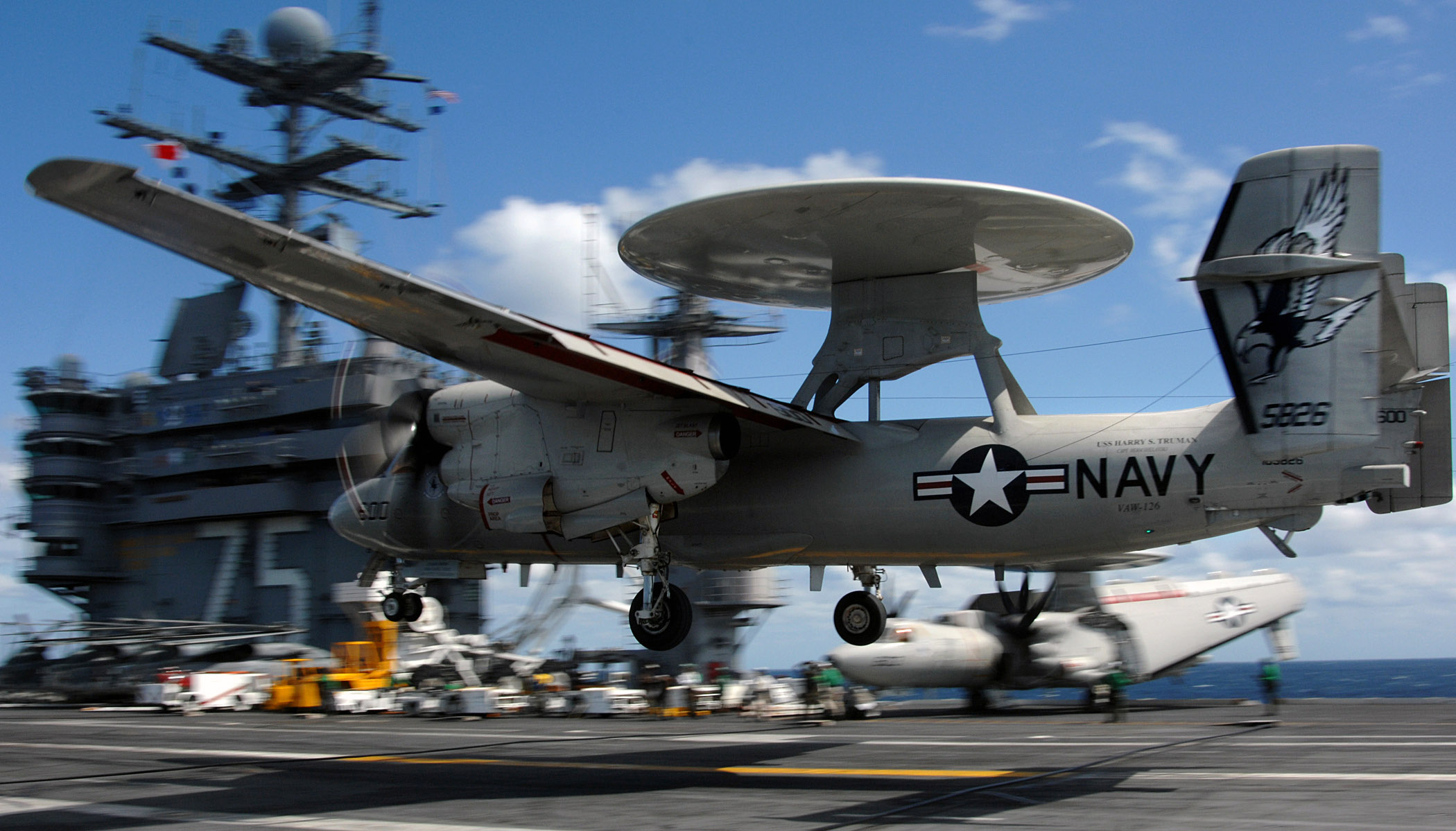
Eine E-2C Hawkeye der VAW-126 landet 2007 auf der USS Harry S. Truman

Carrier Air Wing One war bis zum 3. November 2012 an Bord der Enterprise stationiert. Nach deren 25. und letzten Einsatzfahrt, die am 5. November 2012 in der Naval Station Norfolk endete und der anschließenden Außerdienststellung am 1. Dezember, kehrten die Jagdstaffeln VFA-11, VFA-136 und VFA-211 zu ihrem Heimatstützpunkt NAS Oceana in Virginia zurück.